# Svjatoslav Vakarčuk
Svjatoslav Ivanovyč Vakarčuk (ukrajinsky Святосла́в Іва́нович Вакарчу́к, * 14. května 1975 Mukačevo) je ukrajinský hudebník a politik. Je frontmanem rockové skupiny Okean Elzy a zakladatelem politické strany Hlas. Vystudoval teoretickou fyziku.

## Osobní život a vzdělání
Narodil se 14. května 1975 ve městě Mukačevo v Zakarpatské oblasti. Jeho otcem byl fyzik a politik Ivan Vakarčuk (1947–2020), který byl mezi lety 2007–2010 ministrem školství a jeho matka Svitlana (* 1946) vyučovala fyziku. Vakarčuk chodil na gymnázium se zaměřením na anglický jazyk ve Lvově, kde také v letech 1991–1996 studoval fyziku na Lvovské univerzitě. Během studia v roce 1994 spoluzaložil rockovou skupinu Okean Elzy, která se stala jednou z nejpopulárnějších rockových skupin Ukrajiny. V roce 2005 se stal prvním výhercem jednoho milionu hřiven v ukrajinské obdobě televizní vědomostní soutěže Who Wants to Be a Millionaire? (v Česku Chcete být milionářem?). Výhru věnoval dětskému domovu. V roce 2009 obhájil na lvovském institutu fyziky Národní akademie věd Ukrajiny dizertační práci zaměřenou na supersymetrii a získal titul Ph.D. Působil na stážích na Stanfordově a Yaleově univerzitě. Kromě rodné ukrajinštiny se domluví rusky, polsky a anglicky. Do roku 2021 žil dlouhodobě s Ljaljou Fonarovovou a vychovali spolu dceru z jejího předchozího manželství, kterou Vakarčuk považoval za vlastní. V červnu 2021 se narodil jeho nové partnerce Vakarčukův vlastní syn, kterého na počest jeho otce pojmenovali Ivan.

## Politická kariéra
Ve volbách v roce 2007 byl zvolen do parlamentu za konzervativně-liberální blok Naše Ukrajina. Na svůj mandát během politické krize v září 2008 rezignoval. Během proevropských protestů v roce 2013 vystoupil na Náměstí Nezávislosti. Na stejném náměstí vystoupil již během Oranžové revoluce v roce 2004. V květnu 2019, dva měsíce před předčasnými parlamentními volbami, založil a vedl proevropskou liberální politickou stranu Hlas. Strana získala 5,85 % hlasů a se dvaceti mandáty se stala pátým nejsilnějším subjektem v parlamentu. Ve Lvovské oblasti skončila s 23 % hlasů na prvním místě. V březnu 2020 Vakarčuk odstoupil z vedení strany a na pozici předsedy jej nahradila Kira Rudyková. Následně v červnu rezignoval na poslanecký mandát s tím, že se chce věnovat mimoparlamentní politické činnosti. Po ruské invazi na Ukrajinu 24. února 2022 se přihlásil do lvovské jednotky ukrajinské teritoriální obrany a začal navštěvovat ukrajinská města, včetně těch zasažených bombardováním, a pořádat improvizované koncerty na nádražích, v nemocnicích nebo protileteckých krytech.

## Sólová diskografie
Kromě devíti studiových alb s Okeanem Elzy vydal také tři sólová alba, jejichž styl je odlišný a při jejichž nahrávání spolupracoval kromě členů Okeanu Elzy také s dalšími hudebníky.
- 2008 Вночі (Vnoči)
- 2012 Брюссель (Brjusseľ)
- 2021 Оранжерея (Oranžereja)